# Vladimír Valenta (hygienik)
Vladimír Valenta (* 14. října 1958) je český hygienik a epidemiolog, od října 2012 do července 2016 hlavní hygienik České republiky.

## Osobní život

### Vzdělání
V roce 1983 vystudoval Lékařskou fakultu hygienickou Univerzity Karlovy v Praze (MUDr.).
Atestaci vykonal v oboru hygiena a epidemiologie (1986) a o čtyři roky později absolvoval specializační atestaci v oboru hygiena všeobecná a komunální (1990). Roku 1996 pak obdržel specializaci pro obor veřejné zdravotnictví.
Postgraduální studium zakončil v roce 2007 na Fakultě vojenského zdravotnictví Univerzity obrany v Hradci Králové (Ph.D.).

### Profesní kariéra
První dva roky po promoci působil na Okresní hygienické stanici v Jablonci nad Nisou, odkud v roce 1985 přešel na pozici vedoucího oddělení hygieny všeobecné a komunální Okresní hygienické stanice v Liberci, kterou následně deset let vedl.
V roce 2001 se stal krajským hygienikem a ředitelem Krajské hygienické stanice Libereckého kraje. V říjnu 2012 byl vládou na návrh ministra zdravotnictví Leoše Hegera jmenován hlavním hygienikem České republiky, když na této pozici vystřídal Michaela Víta. V roce 2016 se nepřihlásil do výběrového řízení dle nového služebního zákona a v polovině června 2016 schválila Vláda ČR, že jej ve funkci nahradí Eva Gottvaldová. Ta se funkce ujala k 15. červenci 2016, Vladimír Valenta se vrátil na místo krajského hygienika Libereckého kraje.

## Členství
K roku 2012 působil v následujících institucích a organizacích:
- pracovní skupina pro realizaci Zdravotní politiky Libereckého kraje, předseda
- Výbor Zdraví 21 při Radě vlády pro zdraví a životní prostředí, člen
- Vědecká rada 3. lékařské fakulty Univerzity Karlovy, člen
- pracovní skupina Ministerstva zdravotnictví pro zdravotní plány, člen
- pracovní skupina Ministerstva zdravotnictví pro řešení nerovností ve zdraví, člen
- redakční rada časopisu Hygiena[4], člen
- výbor Společnosti sociálního lékařství a řízení péče o zdraví ČLS JEP, člen
- pracovní skupina Veřejné zdraví v Euroregionu Nisa, předseda